# Roberto Mosquera
Roberto Orlando Mosquera Vera (Ibagué, 21 giugno 1956) è un allenatore di calcio ed ex calciatore peruviano, di ruolo centrocampista.

## Carriera
Con la Nazionale peruviana ha preso parte ai Mondiali 1978.

## Palmarès

### Calciatore

#### Club
- Campionato peruviano: 3

Sporting Cristal: 1979, 1980
San Agustín: 1986

### Allenatore

#### Club
- Campionato peruviano: 2

Sporting Cristal: 2012, 2020